# Briefmarken-Jahrgang 1998 der Bundesrepublik Deutschland
Der Briefmarken-Jahrgang 1998 der Bundesrepublik Deutschland wurde vom Bundesministerium für Post und Telekommunikation vorbereitet, aber mit dessen Auflösung zum 1. Januar 1998 gingen die zuständigen Aufgaben an das Bundesministerium der Finanzen über, das seitdem die Marken herausgibt.
Die Deutsche Post AG war für den Vertrieb und Verkauf zuständig. Der Jahrgang umfasste 51 Sondermarken, vier Blockausgaben sowie je eine Dauermarke der Serie Sehenswürdigkeiten und Frauen der Deutschen Geschichte.
Alle ausgegebenen Briefmarken waren ursprünglich unbeschränkt frankaturgültig. Durch die Einführung des Euro als europäische Gemeinschaftswährung zum 1. Januar 2002 wurde diese Regelung hinfällig. Die Briefmarken dieses Jahrganges konnten allerdings bis zum 30. Juni 2002 aufgebraucht werden. Ein Umtausch war noch bis zum 30. September in den Filialen der Deutschen Post möglich, danach bis zum 30. Juni 2003 zentral in der Niederlassung Philatelie der Deutsche Post AG in Frankfurt.

## Liste der Ausgaben und Motive
Legende
- Bild: Eine bearbeitete Abbildung der genannten Marke. Das Verhältnis der Größe der Briefmarken zueinander ist in diesem Artikel annähernd maßstabsgerecht dargestellt. Sollten keine Marken abgebildet sein, liegt es daran, dass das Urheberrecht des Künstlers noch nicht erloschen ist.
- Beschreibung: Eine Kurzbeschreibung des Motivs und/oder des Ausgabegrundes. Bei ausgegebenen Serien oder Blocks werden die zusammengehörigen Beschreibungen mit einer Markierung versehen eingerückt.
- Wert: Der Frankaturwert der einzelnen Marke in Pfennig. Ein „+“ bedeutet, dass es sich um eine Zuschlagsmarke handelt (= Frankaturwert + Spende).
- Ausgabedatum: Das Datum des erstmaligen Verkaufs dieser Briefmarke.
- Auflage: Soweit bekannt, wird hier die zum Verkauf angebotene Anzahl dieser Ausgabe angegeben.
- Entwurf: Soweit bekannt, wird hier angegeben, von wem der Entwurf dieser Marke stammt.
- Mi.-Nr.: Diese Briefmarke wird im Michel-Katalog unter der entsprechenden Nummer gelistet.

| Sondermarken | |                  |                       |             |                         |               |
| Bild         | Beschreibung | Werte in Pfennig | Ausgabe- datum (1998) | Auflage     | Entwurf                 | Mi.-Nr.       |
|              | 1100 Jahre Nördlingen auch als Markenheftchen                                                                                     | 110              | 22. Januar            | 100.000.000 | Heinz Schillinger       | 1965 MH 37    |
|              | Serie: Weltkulturerbe der UNESCO - Kloster Maulbronn                                                                              | 100              | 22. Januar            | 20.000.000  | Rolf Lederbogen         | 1966          |
|              | Serie: Brücken - Glienicker Brücke                                                                                                | 110              | 22. Januar            | 50.000.000  | Rainer Blumenstein      | 1967          |
|              | Für den Sport 1998 - Fußball-Weltmeisterschaft Frankreich                                                                         | 100+50           | 5. Februar            | 2.800.000   | Irmgard Hesse           | 1968          |
|              | - Olympische Winterspiele Nagano                                                                                                  | 110+50           | 5. Februar            | 2.740.000   | Irmgard Hesse           | 1969          |
|              | - Ruder-Weltmeisterschaften Köln-Fühlingen                                                                                        | 110+50           | 5. Februar            | 2.740.000   | Irmgard Hesse           | 1970          |
|              | - Paralympics Nagano | 300+100          | 5. Februar            | 2.580.000   | Irmgard Hesse           | 1971          |
|              | 100. Geburtstag von Bertolt Brecht                                                                                                | 110              | 5. Februar            | 58.000.000  | Jan Lenica              | 1972          |
|              | 50 Jahre Max-Planck-Gesellschaft                                                                                                  | 110              | 5. Februar            | 50.000.000  | Sibylle und Fritz Haase | 1973          |
|              | Serie: Landesparlamente in Deutschland - Landtag von Baden-Württemberg, Stuttgart                                                 | 110              | 12. März              | 25.000.000  | Gerd Aretz              | 1974          |
|              | - Bayerischer Landtag, München | 110              | 12. März              | 25.000.000  | Gerd Aretz              | 1975          |
|              | - Abgeordnetenhaus von Berlin | 110              | 12. März              | 25.000.000  | Gerd Aretz              | 1976          |
|              | - Landtag Brandenburg, Potsdam | 110              | 12. März              | 25.000.000  | Gerd Aretz              | 1977          |
|              | 1000 Jahre Bad Frankenhausen | 110              | 12. März              | 100.000.000 | Detlef Glinski          | 1978          |
|              | 350 Jahre Westfälischer Friede | 110              | 12. März              | 25.000.000  | Manfred Gottschall      | 1979          |
|              | Briefmarkenblock – Serie: Für uns Kinder - Meerestiere                                                                            | 110              | 16. April             | 16.000.000  | Verena Schmidmaier      | Block 42 1980 |
|              | 900. Geburtstag Hildegard von Bingen                                                                                              | 100              | 16. April             | 25.000.000  | Peter Nitzsche          | 1981          |
|              | 750 Jahre Zisterzienserinnen-Abtei Sankt Marienstern                                                                              | 110              | 16. April             | 50.000.000  | Hilmar Zill             | 1982          |
|              | 250 Jahre Markgräfliches Opernhaus Bayreuth                                                                                       | 300              | 16. April             | 35.000.000  | Heinz Schillinger       | 1983          |
|              | Tod von Ernst Jünger | 110              | 22. April             | 26.600.000  | Antonia Graschberger    | 1984          |
|              | Serie: Europa – Feste und Feiertage - Tag der Deutschen Einheit                                                                   | 110              | 7. Mai                | 25.000.000  | Jan Lenica              | 1985          |
|              | Briefmarkenblock - 50 Jahre Parlamentarischer Rat                                                                                 | 110              | 7. Mai                | 8.000.000   | Ingo Wulff              | Block 43 1986 |
|              | - 150 Jahre Paulskirchenverfassung                                                                                                | 220              | 7. Mai                | 8.000.000   | Ingo Wulff              | 1987          |
|              | 50 Jahre Deutscher Landfrauenverband                                                                                              | 110              | 7. Mai                | 25.100.000  | Irmgard Hesse           | 1988          |
|              | Serie: Für den Umweltschutz - Schützt die Küsten und Meere                                                                        | 110+50           | 7. Mai                | 2.710.000   | Manfred Gottschall      | 1989          |
|              | Für die Jugend: Trickfilmfiguren - Die Sendung mit der Maus                                                                       | 100+50           | 10. Juni              | 3.800.000   | Erna de Vries           | 1990          |
|              | - Unser Sandmännchen | 100+50           | 10. Juni              | 3.470.000   | Erna de Vries           | 1991          |
|              | - Die Biene Maja | 110+50           | 10. Juni              | 3.120.000   | Erna de Vries           | 1992          |
|              | - Käpt’n Blaubär | 110+50           | 10. Juni              | 3.300.000   | Erna de Vries           | 1993          |
|              | - Pumuckl | 220+80           | 10. Juni              | 2.900.000   | Erna de Vries           | 1994          |
|              | 150 Jahre Deutsche Katholikentage                                                                                                 | 110              | 10. Juni              | 25.700.000  | Lou Romboy              | 1995          |
|              | 50 Jahre Deutsche Mark | 110              | 19. Juni              | 25.000.000  | Ernst Jünger            | 1996          |
|              | Briefmarkenblock – Serie: Deutsche National- und Naturparke – Nationalpark Sächsische Schweiz - Landschaft im Elbsandsteingebirge | 110              | 16. Juli              | 8.000.000   | Detlef Glinski          | Block 44 1997 |
|              | - Landschaft im Elbsandsteingebirge                                                                                               | 220              | 16. Juli              | 8.000.000   | Detlef Glinski          | 1998          |
|              | Über 1100 Jahre Hopfenanbau in Deutschland                                                                                        | 110              | 16. Juli              | 25.000.000  | Peter Steiner           | 1999          |
|              | Gründung der Europäischen Zentralbank in Frankfurt am Main                                                                        | 110              | 16. Juli              | 20.000.000  | Paul Effert             | 2000          |
|              | Briefmarkenblock – Design in Deutschland - Gläsersatz von Peter Behrens                                                           | 110              | 20. August            | 9.000.000   | Ingo Wulff              | Block 45 2001 |
|              | - Tee-Extrakt-Kännchen von Marianne Brandt                                                                                        | 110              | 20. August            | 9.000.000   | Ingo Wulff              | 2002          |
|              | - Tischleuchte von Wilhelm Wagenfeld                                                                                              | 110              | 20. August            | 9.000.000   | Ingo Wulff              | 2003          |
|              | - Wassily-Stuhl von Marcel Breuer                                                                                                 | 110              | 20. August            | 9.000.000   | Ingo Wulff              | 2004          |
|              | Internationaler Mathematiker-Kongress 1998 Berlin                                                                                 | 110              | 20. August            | 21.000.000  | Norbert Höchtlen        | 2005          |
|              | Serie: Weltnaturerbe der UNESCO - Grube Messel                                                                                    | 100              | 20. August            | 25.000.000  | Isolde Monson-Baumgart  | 2006          |
|              | Serie: Weltkulturerbe der UNESCO - Würzburger Residenz                                                                            | 110              | 20. August            | 21.000.000  | Xiao Yutian             | 2007          |
|              | - Puning-Tempel in Chengde Gemeinschaftsausgabe mit China                                                                         | 110              | 20. August            | 21.000.000  | Xiao Yutian             | 2008          |
|              | Serie: Deutscher Fußballmeister 1998 * 1. FC Kaiserslautern                                                                       | 110              | 10. September         | 30.600.000  | Lutz Menze              | 2010          |
|              | 300 Jahre Franckesche Stiftungen zu Halle                                                                                         | 110              | 10. September         | 20.000.000  | Barbara Dimanski        | 2011          |
|              | 100. Geburtstag Manfred Hausmann                                                                                                  | 110              | 10. September         | 21.000.000  | Peter Nitzsche          | 2012          |
|              | Keine Gewalt gegen Kinder | 110              | 10. September         | 20.000.000  | Tobias Ottenfelt jr.    | 2013          |
|              | Serie: Für die Wohlfahrt – Bedrohte Vogelarten - Kornweihe                                                                        | 100+50           | 8. Oktober            | 13.270.000  | Joachim Rieß            | 2015          |
|              | - Großtrappe | 100+50           | 8. Oktober            | 9.900.000   | Joachim Rieß            | 2016          |
|              | - Moorente | 110+50           | 8. Oktober            | 10.040.000  | Joachim Rieß            | 2017          |
|              | - Seggenrohrsänger | 110+50           | 8. Oktober            | 10.150.000  | Joachim Rieß            | 2018          |
|              | - Rotkopfwürger | 220+80           | 8. Oktober            | 5.480.000   | Joachim Rieß            | 2019          |
|              | 100. Geburtstag Günther Ramin | 300              | 8. Oktober            | 50.000.000  | Gerhard Lienemeyer      | 2020          |
|              | Telefonseelsorge | 110              | 8. Oktober            | 20.000.000  | Susanne Oesterlee       | 2021          |
|              | Serie: Tag der Briefmarke - Postjacht Hiorten                                                                                     | 110              | 8. Oktober            | 30.000.000  | Hilmar Zill             | 2022          |
|              | Plusmarken-Serie: Weihnachten - Besuch der Hirten                                                                                 | 100+50           | 12. November          | 5.500.000   | Jan Lenica              | 2023          |
|              | - Geburt Christi | 110+50           | 12. November          | 8.280.000   | Jan Lenica              | 2024          |
|              | 450 Jahre Sächsische Staatskapelle Dresden                                                                                        | 300              | 12. November          | 53.300.000  | Manfred Gottschall      | 2025          |
|              | 50. Jahrestag Allgemeine Erklärung der Menschenrechte                                                                             | 110              | 12. November          | 19.700.000  | Ernst Jünger            | 2026          |
| Dauermarken  | |                  |                       |             |                         |               |
| Bild         | Beschreibung | Werte in Pfennig | Ausgabe- datum (1998) | Auflage     | Entwurf                 | Mi.-Nr.       |
|              | Dauermarkenserie: Sehenswürdigkeiten - Expo 2000 Hannover                                                                         | 110              | 10. September         | 802.329.000 | Sibylle und Fritz Haase | 2009          |
|              | Dauermarkenserie: Frauen der deutschen Geschichte - Gret Palucca                                                                  | 440              | 8. Oktober            | 31.000.000  | Gerd Aretz              | 2014          |